# Ganggräber in Schleswig-Holstein

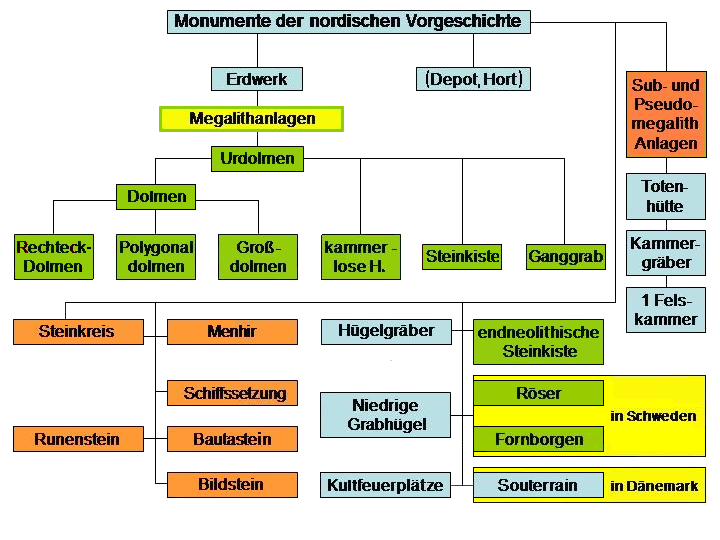
Nordische Megalitharchitektur

Die Einteilung der Ganggräber in Schleswig-Holstein, in eine Nord- und eine Südgruppe der Hünengräber erfolgte durch Ekkehard Aner, wobei die Eider in etwa die Grenzlinie darstellt. Da die Großsteingräber beiderseits der Eider mitunter jedoch ähnliche Formen aufweisen, kann die Zuweisung bei stärker gestörten Anlagen strittig sein. Ganggräber bestehen aus dem lateral ansetzenden Gang und einer Kammer mit mindestens sechs Trag- und zwei Decksteinen. Sie entstanden zwischen 3500 und 2800 v. Chr. als Megalithanlagen der Trichterbecherkultur (TBK).

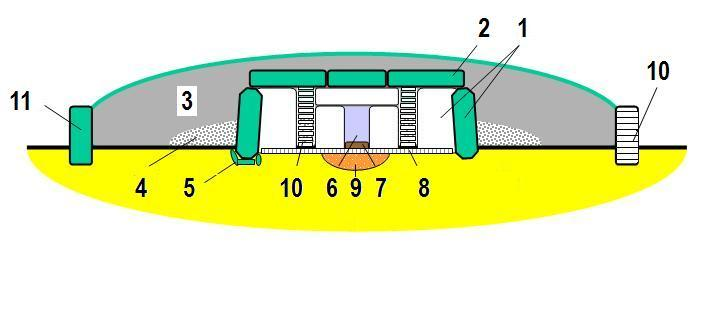
Schema Ganggrab (Querschnitt) 1=Trag-, 2= Deckstein, 3=Erdhügel, 4=Dichtung, 5=Verkeilsteine, 6=Zugang, 7= Schwellenstein. 8=Bodenplatten, 9=Unterbodendepots, 10=Zwischenmauerwerk 11=Randsteine

„Neolithische Monumente sind Ausdruck der Kultur und Ideologie jungsteinzeitlicher Gesellschaften. Ihre Entstehung und Funktion gelten als Kennzeichen der sozialen Entwicklung“. Die Träger der Trichterbecherkultur bauten nach Schätzungen fast 30.000 Hünengräber. Über 7.000 Großsteingräber sind in Dänemark bekannt, von denen etwa 2.800 erhalten sind. In Deutschland sind 11.648 Gräber belegt. Johannes Müller vermutet, dass in Norddeutschland und Südskandinavien haben einst über 75.000 Monumente existiert haben.
Ganggräber sind (nicht nur) in Schleswig-Holstein deutlich seltener als die zeitgleichen Dolmentypen, was auch auf alle Nachbarregionen zutrifft. Wobei typologische Grundformen, die in Schleswig-Holstein vorkommen, z. B. auch in Dänemark, Mecklenburg-Vorpommern oder Niedersachsen vertreten sind. Die ovale Kammerform Schleswigs und das trapezoide Hünenbett Holsteins jedoch in weitaus geringer Zahl. Ein Teil der Anlagen ist eingetieft. Jutta Roß glaubt, dass eingetiefte Anlagen vermutlich keine Hügel besaßen. Zwar haben Hügel eine stabilisierende Funktion, da sie aber aufwendiger als Eintiefungen herzustellen sind, erfüllten sie auch andere Voraussetzungen.

## Nordgruppe
Die Fundorte dieser Gruppe reichen in Schleswig-Holstein von der Flensburger Förde bis über die obere Eider hinaus. Im Westen sind sie auf Sylt und das Mündungsgebiet von Treene und Eider beschränkt. Lediglich eine Anlage dieses Typs (Langbett Krausort) liegt in Ostholstein bei Großenbrode.

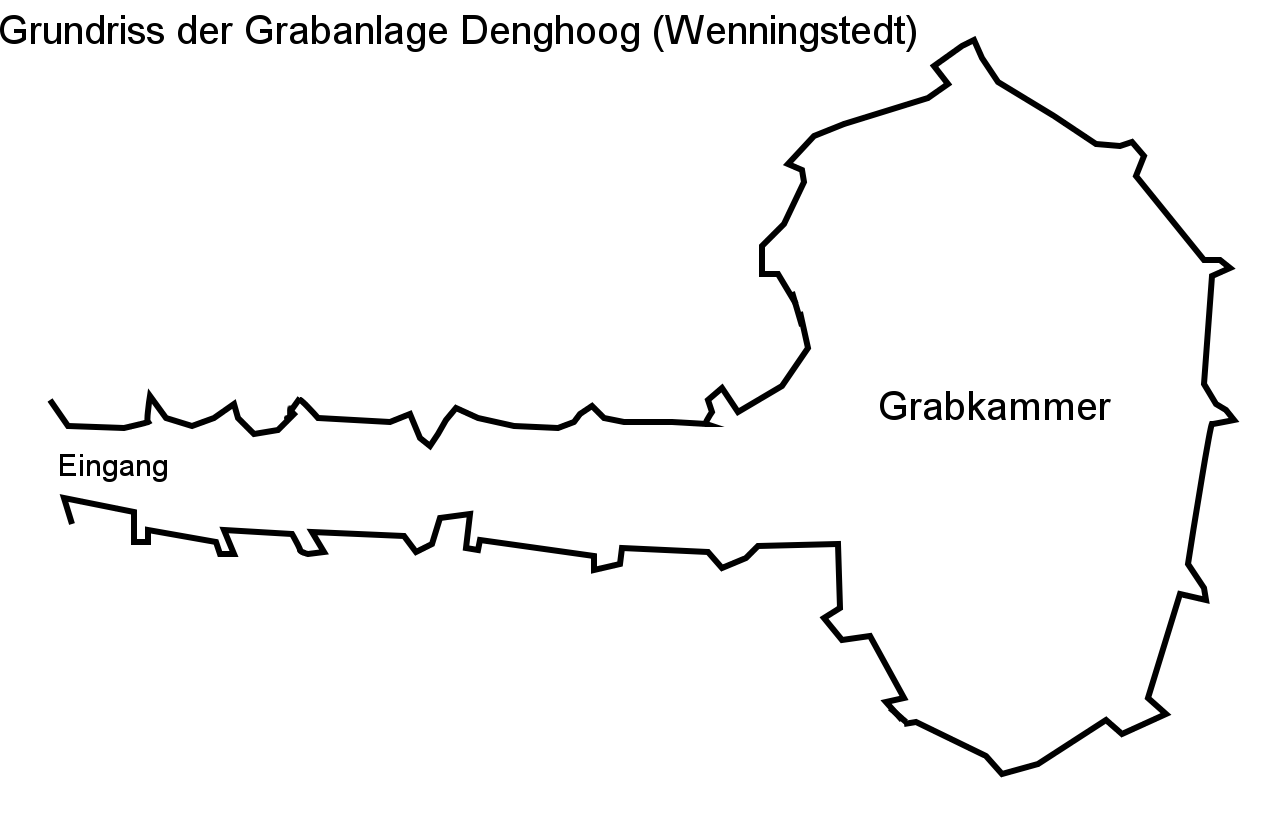
Grundriss des Denghoog (Wenningstedt)

1. Der in Schleswig-Holstein nur dreimal vertretene Typ 1 zeigt eine (kleine) polygonale Kammerform, die in Dänemark auf der Kimbrischen Halbinsel weitaus häufiger ist. Er unterscheidet sich vom Polygonaldolmen (ein Deckstein), durch die größere Anzahl der fast immer parallel zur Gangachse liegenden zwei und mehr Decksteine. Ein Beispiel für das sehr kleine Ganggrab dieses Typs (mit schräg angesetztem Gang) ist das Ganggrab bei Kampen mit der Sprockhoff-Nr. 1.
2. Die Vergrößerung des Typs 1 führt zum Typ 2 dem „ovalen“ oder „nordischen Ganggrab“, das in Schleswig-Holstein mit sieben Anlagen vertreten ist. Das besterhaltene Exemplar ist der Denghoog von Wenningstedt auf Sylt. Er hat in Schleswig-Holstein die größte Grundfläche (15,75 m²), den längsten gedeckten Gang (5,25 m) und drei Decksteine. Die übrigen sechs Anlagen (darunter die Idstedter Räuberhöhle) sind vor allem hinsichtlich ihrer Ganglängen dürftiger.
3. Die neun Kammern des Typs 3 haben annähernd rechteckige Grundrisse. Sie erreichen Längen von 5,2 m und Breiten bis zu 2,2 m, bei bis zu vier Decksteinen. Ihre Form variiert trotz der geringen Anzahl stark. Eine Unterteilung ist jedoch aufgrund des reichen Vorkommens im südlichen Dänemark möglich. Einzeln oder in Kombination auftretende Merkmale[6] zeigen die enge Verzahnung mit den dänischen Anlagen:

- leichte Bauchung einer oder beider Langseiten, nach außen
- bei acht der Kammern, ein trapezoider Grundriss (Ganggrab von Missunde),
- überdurchschnittliche Ganglängen
- stumpfe Winkelstellung der beiden Schmalseitenträger, wie zumeist auch bei Typ 1 und 2 (nicht bei der Anlage von Linden-Pahlkrug, jedoch beim Ganggrab von Archsum auf Sylt)

## Südgruppe (Holsteiner Kammer)

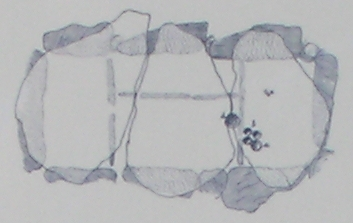
Ganggrab von Bunsoh mit Quartieren

Der Verbreitungsraum der Südgruppe in Schleswig-Holstein liegt südlich der Eider, die nur in Richtung der Eckernförder Bucht nach Norden überschritten wird. Mit 58 Anlagen (68 %) ist sie doppelt so stark vertreten wie die Anlagen der Nordgruppe.
Die Holsteiner Kammer ist gekennzeichnet durch einen exakt rechteckigen Kammergrundriss. Zur Unterscheidung von den Anlagen der Nordgruppe werden sie „Holsteiner Kammer“ oder „norddeutsche Langkammer“ genannt. Ihre beispiellose Homogenität lässt keine Untergliederung zu. Die Kammerlänge liegt zwischen 3,0 und 8,5 m. Anlagen bis 5,5 m kommen etwa doppelt so oft vor wie längere. Ihre Breite variiert zwischen 1,0 und 2,25 m. Etwa 60 % erreichen eine Breite von 1,5 m. Häufig haben die Anlagen drei, mitunter auch 4–6 Decksteine. Typische Vertreter sind Bunsoh, Linden-Pahlkrug und Wangels LA 69.

### Zugänge
Ein kurzer Gang aus eins bis zwei Steinpaaren konnte bei etwa der Hälfte dieser Anlagen nachgewiesen werden. Eine exzentrische Lage des Ganges tritt bei 40 % der Anlagen (auch in der Nordgruppe) auf, während die Mittellage (früher als „niedersächsische Kammer“ bezeichnet) bei 20 % (hauptsächlich bei langen Kammern) auftritt. Bei 40 % der Anlagen ist die Gangposition unklar. Die Exzentrizität ergibt sich primär aus der hohen Anzahl von Anlagen mit drei (oder fünf) Tragsteinen auf der Zugangsseite, die zumeist keine mittige Lücke zulässt.
Ob eine geringe Anzahl von Kammern gar keinen lithisch gestalteten Zugang aufweist (so genannte Portalgräber), wie es nach Rekonstruktionen von Ernst Sprockhoff und Untersuchungen durch Ewald Schuldt (der aufgrund von Pfostenspuren Holzkonstruktionen postuliert) aussieht, müssen weitere Ausgrabungen klären.

## Die Typentrennung
Wie es in Schleswig-Holstein zu dieser deutlichen Typentrennung kam, wurde früher damit erklärt, dass die Nordgruppe als der Ausläufer der südjütländischen Ganggräber betrachtet wird. Eine neue Möglichkeit bietet die von Ewald Schuldt und Friedrich Laux vertretene Bautrupptheorie. Nach Friedrich Laux stehen hinter diesem Verbreitungsbild unterschiedliche "Bautraditionen" und "Bauschulen"[2]. Aufgrund der technischen Ausführungen folgerte Ewald Schuldt bereits 1972, dass die Monumente unter „Anleitung eines Spezialisten oder von Spezialistengruppen“ durchgeführt wurden.
Die Entstehung der Südgruppe ist unterschiedlich erklärt worden. Man hat z. B. versucht einen Einfluss zu sehen, der von Westeuropa über Holland und Nordwestdeutschland in das Gebiet gelangte. Dieser These widerspricht, dass die Anlagen der Südgruppe wahrscheinlich älter sind als die Emsländischen Kammern. Zudem hat die spezifische Bauart Holsteins in Westeuropa keine echten zeitlichen Vorläufer. Ein lateraler Zugang lässt sich von westeuropäischen Anlagen nur schwer ableiten, obwohl er dort Crec’h Quillé (wie auch in hessisch-westfälischen Galeriegräbern - Galeriegrab von Sorsum) vorkommt. Für die „Holsteiner Kammer“ finden sich die meisten Parallelen im Süden der dänischen Inseln, wo rechteckige Ganggräber mit zum Teil exzentrisch gelegenem Gang dominieren. Jedoch ist im Bereich der dänischen Inseln der Rundhügel, in Holstein dagegen der Langhügel geläufiger. In Ostholstein tritt neben dem Rund- und Langhügel vereinzelt auch der D-förmige Hügel (meist hufeisenförmig genannt) auf (Großsteingrab Blankensee, Gowenz). Bei diesen Anlagen geht der Gang von der geraden Seite der D-förmigen Hügeleinfassung aus. Beim Großsteingrab Blankensee liegen Kammer und Gang schräg in der D-förmigen Einfassung.

## Hügel und Einfassung
Nur 50 % der Hügel waren der Form nach bestimmbar. Auch die Reste der Einfassungen, aus Findlingen, oder seltener Teilbereichen aus Trockenmauerwerk (Hünenbetten Archsum, Osterby) waren vielfach erhalten. Im westlichen und nördlichen Verbreitungsgebiet überwiegen runde oder ovale Hügel. Im östlichen die rechteckigen oder (mitunter nur schwach) trapezoiden Langhügel, und zwar jeweils im Verhältnis 1:2. Insgesamt liegt die Zahl der (verglichen mit Dänemark) relativ kleinen Rundhügel bei etwa 45 %. Nur bei neun der Anlagen lag der Durchmesser über 15 m. Hügel, in denen Nachbestattungen vorgenommen wurden, wurden teilweise sogar mehrfach überhöht bzw. erweitert und erreichen etwa 30 m Durchmesser. Die Hügelschüttung erfolgte aus Erde, Lehm, Plaggen oder Sand. Mit einer Rollsteinschicht, als so genannter Steinmantel, bepackte Hügel, die in Mecklenburg-Vorpommern (14 von 38 untersuchten Anlagen) häufiger sind, sind nur vereinzelt vertreten.

### Hünenbetten

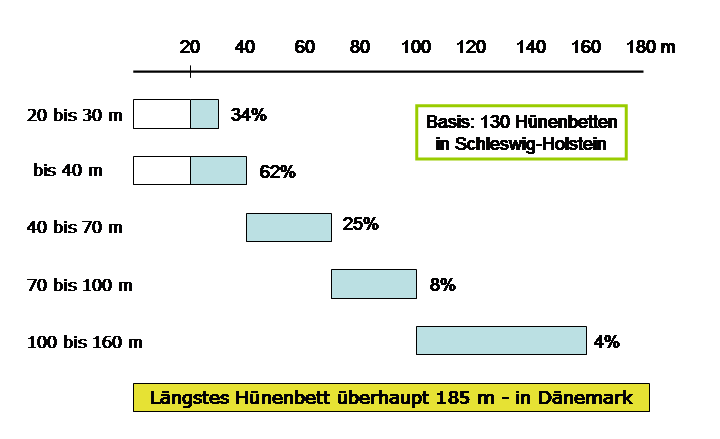
Längen der Hünenbetten Schleswig-Holsteins

Etwa 130 Hünenbetten lassen sich masslich bestimmen. 14 bis 40 m lang sind etwa 62 %. Über 70 m lange Einfassungen finden sich vornehmlich in der Osthälfte Holsteins. Nur 4 % der Hünenbetten haben Längen über 100 m. Eine Gruppe dieser Hünenbetten, mit 115 und 130 m Länge sind die Dolmen von Putlos bei Weissenhäuser Strand, im Amt Oldenburg-Land. Die größte deutsche Anlage liegt im Sachsenwald in Schleswig-Holstein und misst 154 Meter. Das längste Hünenbett Dänemarks, der Kardyb Dysse, ist 185 m lang. Die so genannten Riesenbetten enthalten fast durchweg Dolmen bzw. sind kammerlos. Nur ein Mal findet sich darin eine Holsteiner Kammer. Die meisten liegen in Hünenbetten zwischen 14 und 30 m Länge. Betten mit zwei und drei, in Dänemark vereinzelt mit vier bis sechs Kammern sind selten länger als 40 m. In Betten mit mehr als einer Kammer fällt auf, dass diese in der Regel demselben Typ angehören (nicht in Ostenfelde). In Archsum auf Sylt sind es zwei Urdolmen, in Kampen drei Polygonaldolmen und in 21 weiteren Fällen sind zwei oder drei (Hünenbett von Waabs-Karlsminde) querliegende Rechteckdolmen im Hünenbett vereint. Demnach scheint der Einbau zusätzlicher Kammern zu einer Zeit vorgenommen worden zu sein, in der die entwickelten Bauformen (abgesehen vom Urdolmen) noch gebräuchlich waren (falls sie denn je außer Gebrauch gingen). Man kann die Länge der Riesenbetten nicht durch Raumbedarf für Bestattungen erklären. Vielmehr muss man in ihnen das Bestreben sehen, ein eindrucksvolles Monument zu errichten, wie dies bereits bei den steinkammerlosen Vorläufern, den bis zu 200 m langen Anlagen vom Typ Konens Høj der Fall ist.
Im Gegensatz zu Dolmen treten Holsteiner Kammern nie zu zweit im Hünenbett auf. In Ostenfeld (Kreis Rendsburg-Eckernförde) findet sich eine Holsteiner Kammer zusammen mit einem, der in Deutschland seltenen, schräg gestellten Rechteckdolmen im selben Hünenbett. Offenbar bestand während des Mittelneolithikums in Schleswig-Holstein, anders als in Jütland und auf Seeland, keine Erfordernis, mehrere Ganggräber innerhalb einer Einfassung zu vereinen.